# Bobří soutěska
Bobří soutěska je přírodní památka v údolí Bobřího potoka na rozhraní Ústeckého a Libereckého kraje v okresech Česká Lípa a Děčín. Nachází se v Českém středohoří východně od Louček u Verneřic. Předmětem ochrany je erozní údolí s projevy zpětné eroze v čedičovém podloží.

## Historie
Ve svahu na pravém břehu Bobřího potoka, v místech pod někdejším Čertovým mlýnem a výše položenou, nyní zaniklou obcí Starosti, došlo v letech 1860–1861 k pokusům o těžbu uhlí. Štola, ražená zhruba v polovině svahu, sice dosáhla na slojku hnědého uhlí, to se však ukázalo být pro spalování nevhodné. Po opuštění dolu se štola zřítila.
O zařazení do chráněných území rozhodlo usnesení okresního národního výboru Děčín 17. května 1968 a okresního národního výboru Česká Lípa 5. dubna 1968. Tehdy byla lokalita zapsána jako chráněný přírodní výtvor v rozsahu 0,66 ha a zahrnovala Bobří vodopád. V evidenci evropských významných lokalit je vedena pod názvem Binov – Bobří soutěska. Přírodní památka je součástí Chráněné krajinné oblasti České středohoří.

## Přírodní poměry
Chráněné území s rozlohou 0,9831 hektarů se rozprostírá v nadmořské výšce 400–450 metrů v katastrálních územích Velká Javorská města Žandov v Libereckém kraji (0,72 hektarů) a Loučky u Verneřic v Ústeckém kraji (0,27 hektarů).
Stinné údolí vzniklo erozní činností v čedičovém podloží, vytvořeném od západu přitékajícím Bobřím potokem. Důvodem ochrany je ukázka zpětné eroze v čedičovém tělesu. Jsou zde dva vodopády. Menší pěnivý vytéká z pukliny v čedičové skále pod troskami Čertova mlýna, vysoký je jen 2 metry, široký čtyři metry. Nedaleko od něj je další vodopád vysoký 6 metrů, není však tak mohutný. Celé údolí je zarostlé lesem, je zde mnoho vzácných květin např. růže alpská (Rosa pendulina), i živočichů zejména skorec vodní (Cinclus cinclus), konipas horský (Motacilla cinerea).

## Přístup pro turisty
Přes údolí vede zeleně značená cesta od Kravař na Verneřice, není zde silnice ani železniční trať. Nejbližší vlaková zastávka je v Kravařích na železniční trati Lovosice – Česká Lípa. Průchodnost územím byla zlepšena úpravou cest a vybudováním lávek i zábradlí. Za vysokého stavu vody se tudy nedoporučuje chodit.